# Кошікі A-3
Кошікі A-3 (яп. 校式A-3) — японський прототип дальнього розвідника для Імперської армії Японії створений при дослідницькому відділі Льотної школи Токородзава з допомогою від Французької авіаційної місії. Індекс A в назві літака позначав французький дизайн. «Кошікі A-3» став першою спробою Японської армії створити стратегічний дальній розвідник.

## Історія
Після Першої світової війни Японія, яка воювала на стороні Антанти, підтримувала дружні стосунки з Британією і Францією, і змогла договоритись з цими країнами про співпрацю у сфері авіабудування. Найбільш яскравим вираженням цього стали декілька «місій» європейських авіаторів до Японії, в ході яких японські заводи й стандарти авіабудування значно підвищились. На початку 1922 року, одна французька делегація прибула до Льотної школи в Токородзаві і почала роботу над дизайном «Кошікі A-3». Оскільки головним в команді став капітан Антон де Біссон, який вже працював над декількома розвідниками для Farman, в квітні 1922 року почалась робота над дальнім розвідником. В команді було ще шість французьких інженерів, а головним з японської сторони став майор Акіра Мацуї.
Створений дизайн мав декілька унікальних рішень незвичних для літаків періоду. Це був півтараплан з верхнім крилом розміщеним дуже високо над фюзеляжем з паливними баками в ньому, крило мало помітну стрілоподібність. Також літак мав суцільнометалевий каркас з тканинним покриттям. Більшість алюмінію було імпортовано з Франції, але Японія теж почала виробництво. Два V-подібні 8-циліндрові двигуни Mitsubishi Hi V-8 (випущений за ліцензією Hispano-Suiza 8F) потужністю 300 к.с. розміщувались попереду нижнього крила. Після виробництва двигуна з нагнітачами розрахункова швидкість мала становити 245 км/год, а максимальна висота — 9500 м, але такі двигуни ніколи не були поставлені на цей літак.
Виробництво прототипа було затримане через сильний землетрус в регіоні Канто в вересні 1923, і був завершений в лютому 1924. Під час одного з тестових польотів були пошкоджені амортизатори шасі, і через відсутність заміни, шасі з двома великими колесами з двох сторін було перероблено на двоколісну конфігурацію з меншими колесами. Також виникли інші проблеми: вібрація двигуні була надто помітна, і потужності бракувало для такої маси. Прототип було розібрано і по залізниці відправлено до армійської установи в Каґаміґахарі для модифікацій і подальших тестувань. Але модифікації не надто поправили ситуацію і проєкт було закинуто.

## Тактико-технічні характеристики
Дані з Japanese Aircraft 1910—1941

## Технічні характеристики
- Екіпаж: 3 особи
- Довжина: 16 м
- Висота: 5,27 м
- Розмах крил: 20 м
- Площа крил: 85 м²
- Маса пустого: 2000 кг.
- Маса спорядженого: 3000 кг.
- Навантаження на крило: 35,3 кг/м²
- Двигуни: 2 × 8-циліндрові двигуни Mitsubishi Hi V-8 водяного охолодження
- Потужність: 2 × 300—320 к. с.
- Гвинти: 2 × дволопатеві дерев'яні гвинти Koshiki AT
- Питома потужність: 4,69 кг/к.с.

### Льотні характеристики
- Максимальна швидкість: 201 км/год
- Тривалість польоту: 5 години
- Практична висота: 7500 м